# Aimé Maeght

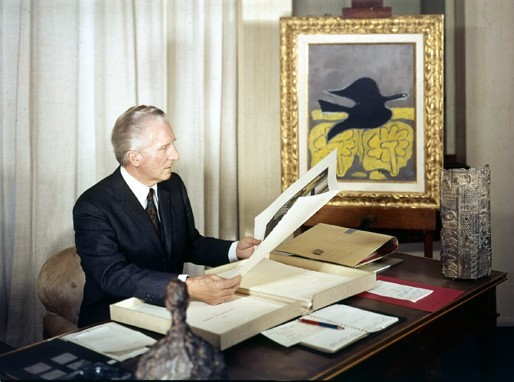
Aimé Maeght

Aimé Maeght (* 27. April 1906 in Hazebrouck, Frankreich; † 5. September 1981 in Saint-Paul-de-Vence) war ein französischer Lithograf, Kunsthändler, Galerist und Herausgeber von Kunstmagazinen und -büchern. Mit seiner Ehefrau Marguerite zusammen gründete er 1964 das private Museum moderner Kunst, die Fondation Maeght bei Saint-Paul-de-Vence.

## Leben
Aimé Maeght wurde 1906 im französischen Flandern in der Nähe von Lille geboren. Sein Vater fiel im Ersten Weltkrieg. Die Mutter zog mit den Kindern nach Lasalle in Südfrankreich. In Nîmes erwarb er ein Diplom als Lithograf. Ab 1926 arbeitete er in Cannes.
1928 heiratete er Marguerite Devaye (* 1909; † 31. Juli 1977). 1930 kam der gemeinsame Sohn Adrien zur Welt. Ab 1932 betrieb das Ehepaar einen Laden in Cannes inklusive einer kleinen Druckerei, in dem sie Radios und Möbel verkauften und Bilder ansässiger Maler ausstellten, der Laden wurde 1936 zur Galerie. Zu den Malern gehörten Pierre Bonnard und Henri Matisse. 1942 wurde der zweite Sohn Bernard geboren, der 1953 an Leukämie starb.

### Gründung der Galerie Maeght in Paris
1946, nach dem Zweiten Weltkrieg, eröffneten sie in Paris die Galerie Maeght in der rue de Teheran Nr. 13 (vormals Galerie Schoeller), die schnell zu einer der bedeutendsten Adressen für moderne Kunst wurde. Zu den Künstlern, die sie präsentierten und mit denen sie auch freundschaftlich verbunden waren, gehörten Pierre Bonnard, Henri Matisse, Georges Braque, Joan Miró, Marc Chagall, Alexander Calder, Wassily Kandinsky, Kurt Seligmann und Germaine Richier, aber auch jüngere Talente wie Ellsworth Kelly, Antoni Tàpies, Eduardo Chillida, Jean-Paul Riopelle, Raoul Ubac, Valerio Adami. Den jungen Bildhauer Alberto Giacometti förderte er früh und finanzierte alle Bronzegüsse, die 1951 erstmals in der Galerie Maeght ausgestellt wurden. Allerdings war die Ausstellung ein finanzielles Desaster. Gleichzeitig erschien bis zum Jahr 1982 das Kunstjournal Derrière le miroir (abgekürzt DLM) in den Éditions Maeght mit insgesamt 201 Ausgaben (253 mit Doppel- und Dreifachausgaben) im Format 38 × 28 cm. Es enthielt zahlreiche Originallithografien bekannter Künstler sowie Reproduktionen. Bisher unveröffentlichte Textbeiträge stammten von Louis Aragon, Samuel Beckett, René Char, Paul Éluard, Jacques Prévert, Raymond Queneau, Pierre Reverdy, Jean-Paul Sartre und anderen Schriftstellern.
1947 fand in der Galerie die letzte von André Breton und Marcel Duchamp organisierte Surrealismusausstellung statt: Le Surréalisme en 1947. Duchamps Biograf Calvin Tomkins beschrieb sie als das „letzte Hurra der Bewegung.“ Die Nachkriegsepoche habe andere Ventile gefunden, in Europa den Existentialismus und in den Vereinigten Staaten den Abstrakten Expressionismus. An der Ausstellung war auch Joan Miró beteiligt, und er war es, der Aimé Maeght auf Josep Lluis Sert aufmerksam machte, der die Architektur der Fondation Maeght planen sollte.

### Gründung der Fondation Maeght
1964 richtete das Ehepaar Maeght im Gedenken an den verstorbenen Sohn Bernard bei Saint-Paul-de-Vence die Fondation Maeght ein, um dort einen Teil ihrer privaten Sammlung auszustellen. Die Fondation war Herausgeber von zwei Kunst- und Poesiezeitschriften: L'Éphémère, gegründet von Jacques Dupin, Gaëtan Picon, André du Bouchet, Yves Bonnefoy und Louis-René des Forêts, sie erschien von 1967 bis 1972. Ab 1973 bis 1981 folgte Argile, gegründet von Claude Esteban. Im Innenhof der Fondation veranstaltete das Ehepaar Maeght ab 1965 einmal im Jahr sommerliche Konzertwochen, die Nuits de la Fundation Maeght, die bis 1971 von dem französischen Komponisten Francis Miroglio (1924–2005) geleitet wurden. In diesem Rahmen führte Karlheinz Stockhausen 1968 eine Komposition aus seinem Zyklus Aus den sieben Tagen auf. Regelmäßig spielten bekannte Jazzformationen wie Albert Ayler, Cecil Taylor und Sun Ra und nahmen dabei berühmt gewordene Schallplattenmitschnitte auf.

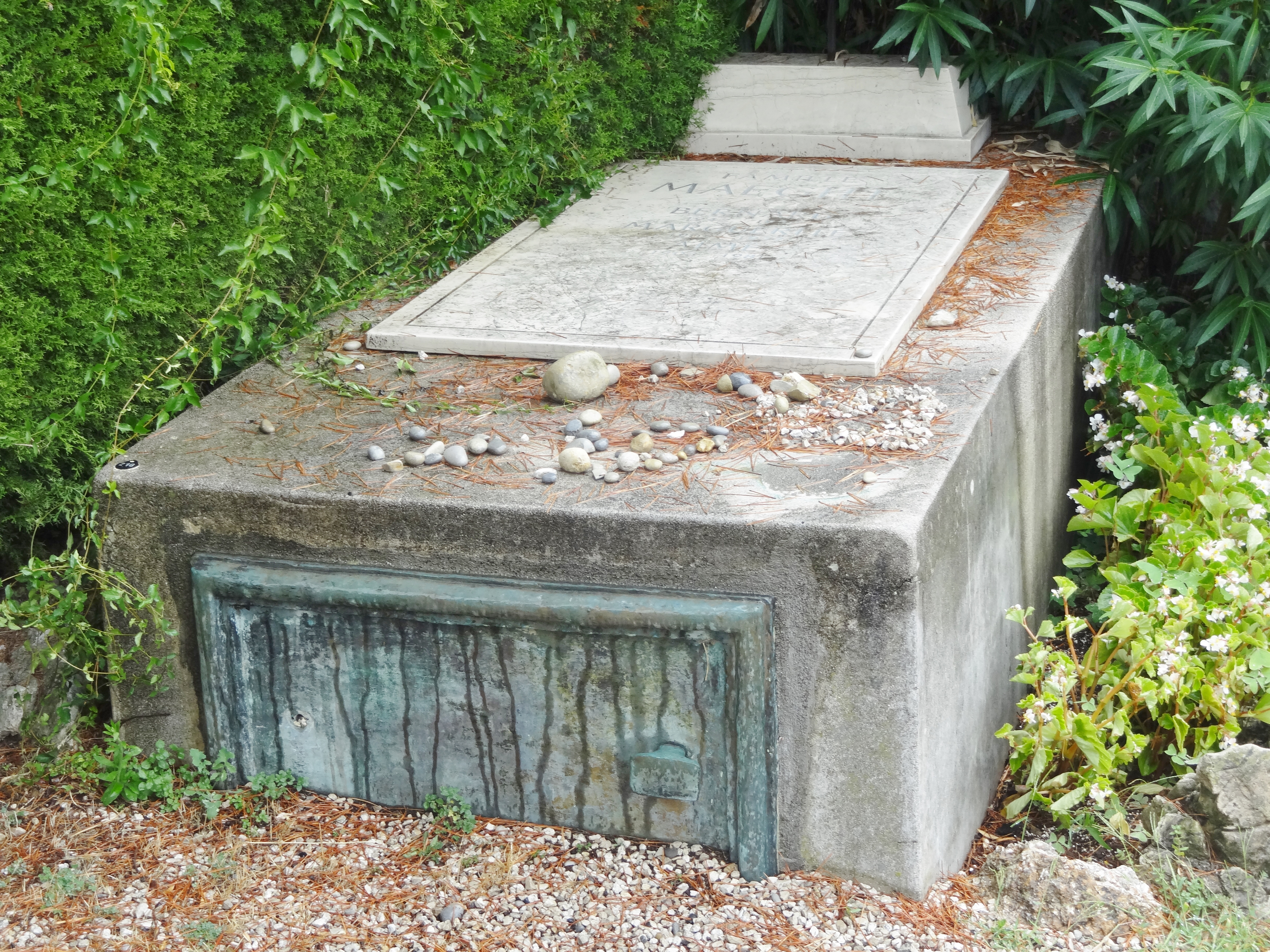
Familiengrab auf dem Cimetière de Saint-Paul-de-Vence

1974 wurde eine weitere Galerie Maeght in Barcelona eröffnet.
Marguerite Maeght starb 1977, Aimé Maeght 1981. Im Jahr 1957 eröffnete Adrien Maeght, der sich mit seinem Vater 1957 zeitweilig überworfen hatte und einziger Erbe seiner Mutter war, die Galerie Maeght in der rue du Bac Nr. 42. Die Galerie in der rue de Teheran wurde von Maeghts Mitarbeitern unter dem Namen Galerie Lelong ab 1981 weitergeführt.
Die Galerien, die Éditions Maeght sowie die Fondation werden von ihren Nachkommen weiter betrieben.

## Filmografie
- Aimé Maeght und seine Künstler, arte, Frankreich 2007, deutsche Ausstrahlung 15. Mai 2010, 50 min.

## Ausstellung
- Royal Academy of Arts: Miró, Calder, Giacometti, Braque: Aimé Maeght and His Artists, 2008/2009
- Bericht von Michael Glover über die Ausstellung Miró, Calder, Giacometti, Braque: Aimé Maeght and His Artists (Memento vom 16. Dezember 2008 im Internet Archive) in der Royal Academy of Arts, London. In: The Independent. 29. September 2008